# She Knows
«She Knows» («Она знает») — трэк американского хип-хоп-исполнителя и продюсера J. Cole, выпущенная 29 октября 2013 года в качестве четвёртого сингла с его второго студийного альбома Born Sinner. В композиции использован семпл песни «Bad Things» группы Cults, продюсером трека выступил сам J. Cole.

## Предыстория и запись
После своей номинации на премию «Грэмми» J. Cole заявил, что работает над очередным альбомом совместно с Kendrick Lamar. Позже стало известно, что речь идёт об альбоме Born Sinner. Выход альбома был перенесён и в итоге состоялся 18 июня 2013 года — на неделю раньше заявленной даты. Продюсером песни стал сам J. Cole, использовавший в качестве основы композицию группы Cults «Bad Things».
В тексте песни J. Cole приносит извинения за измену своей девушке, однако выражает при этом отсутствие сочувствия к себе, говоря, что «ему суждено было столкнуться с неприятностями». Ближе к концу композиции он испытывает чувство вины за своё поведение.

## Видеоклип
14 февраля 2014 года на официальном канале J. Cole на платформе Vevo состоялась премьера видеоклипа на песню «She Knows».
Съёмки видеоклипа проходили в Южном Лос-Анджелесе, в том числе в средней школе имени Джонни Л. Кокрана-младшего и в мотеле Pink Motel. Режиссёром видео выступил Сэм Пиллинг. В ролях родителей снялись актёры Гарольд Перрино и Рошель Эйтс. Видеоклип рассказывает историю мальчика по имени Кайл, который крадёт деньги из домашнего ящика. Вместо школы он отправляется с другом на закрытый скейт-парк. Вскоре их замечает полицейский, но друзьям едва удаётся сбежать. Вернувшись домой, Кайл с ужасом обнаруживает, что его мать изменяет отцу с другим мужчиной (его роль исполняет J. Cole). Кайл выбегает из дома, а его друг бежит за ним, чтобы утешить.

## Реакция
Песня «She Knows» получила смешанные отзывы критиков. В своей рецензии для издания AllMusic Дэвид Джеффрис написал: «Это колкая и самодовольная работа. Когда речь заходит о тонком балансе между возвышенным и абсурдным в котором его кумиры Jay-Z и Nas достигли совершенства, J. Cole здесь не хватает той самой возвышенности, чтобы претендовать на статус классики». При этом американский журнал XXL назвал композицию однообразной.
Спустя десять лет после выхода песни она обрела новую популярность в TikTok, появившись более чем в 230 тысячах видеороликов. Со временем тренд отклонился от обычных видео к теории заговора, обвиняющим знаменитого рэпера Sean Combs (более известного под псевдонимом Diddy) в причастности к смертям исполнителей Aaliyah, Lisa «Left Eye» Lopes из TLC и Michael Jackson, упомянутых в трэке:
«Only bad thing 'bout a star is they burn up / Rest in peace to Aaliyah / Rest in peace to Left Eye / Michael Jackson, I'll see ya / Just as soon as I die».J. Cole, «She Knows»
В скандал также были вовлечены Beyonce, Jay-Z и R. Kelly, которых пользователи подозревали в связях с Дидди. Кроме того, было высказано предположение, что название трэка («She Knows») является игрой слов, образованной от имени Diddy (Шон — Sean) и фамилии Beyonce (Ноулз — Knowles).
30 сентября 2024 года трэк был удален с YouTube в результате конфликта между авторским обществом SESAC и самим видеохостингом, но позже восстановлен.

## Участники записи

### Музыка
- J. Cole — продюсер, автор песни
- Cults — авторы семпла

### Видеоклип
- Сэм Пиллинг — режиcсёр
- Гарольд Перрино — актёр
- Рошель Эйтс — актриса

## Позиции в чартах

### Недельные чарты
| Чарт (2014)                           | Высшая позиция |
| ------------------------------------- | -------------- |
| Великобритания (OCC UK Singles)       | 68             |
| США (Billboard Hot 100)               | 90             |
| США (Billboard Hot R&B/Hip-Hop Songs) | 24             |
| США (Billboard Rhythmic)              | 10             |

| Чарт (2021)                | Высшая позиция |
| -------------------------- | -------------- |
| Мир (Billboard Global 200) | 175            |
| Литва (AGATA)              | 47             |

### Годовые чарты
| Чарт (2014)                           | Высшая позиция |
| ------------------------------------- | -------------- |
| США (Billboard Hot R&B/Hip-Hop Songs) | 98             |

## Сертификации
| Регион                                                                      | Сертификация | Продажи |
| --------------------------------------------------------------------------- | ------------ | ------- |
| Австралия (ARIA)                                                            | Платиновый   | 70 000  |
| Бразилия (ABPD)                                                             | Платиновый   | 60 000  |
| Дания (IFPI Danmark)                                                        | Золотой      | 45 000  |
| Великобритания (BPI)                                                        | Платиновый   | 600 000 |
| Данные о продажах + прослушиваниях приведены только на основе сертификации. |              |         |